# Att angöra en brygga (sång)
Att angöra en brygga är ledmotivet till den svenska filmkomedin Att angöra en brygga från 1965. Melodin är komponerad av jazztrumpetaren Lars Färnlöf.
I filmen var melodin instrumental, framförd av Lasse Färnlöfs orkester. Monica Zetterlund, som även medverkade i filmen, spelade år 1966 in sången med en nyskriven text av filmens upphovsmän Hasse och Tage. Låten har även spelats in av bland andra The Real Group.